# تحبيب

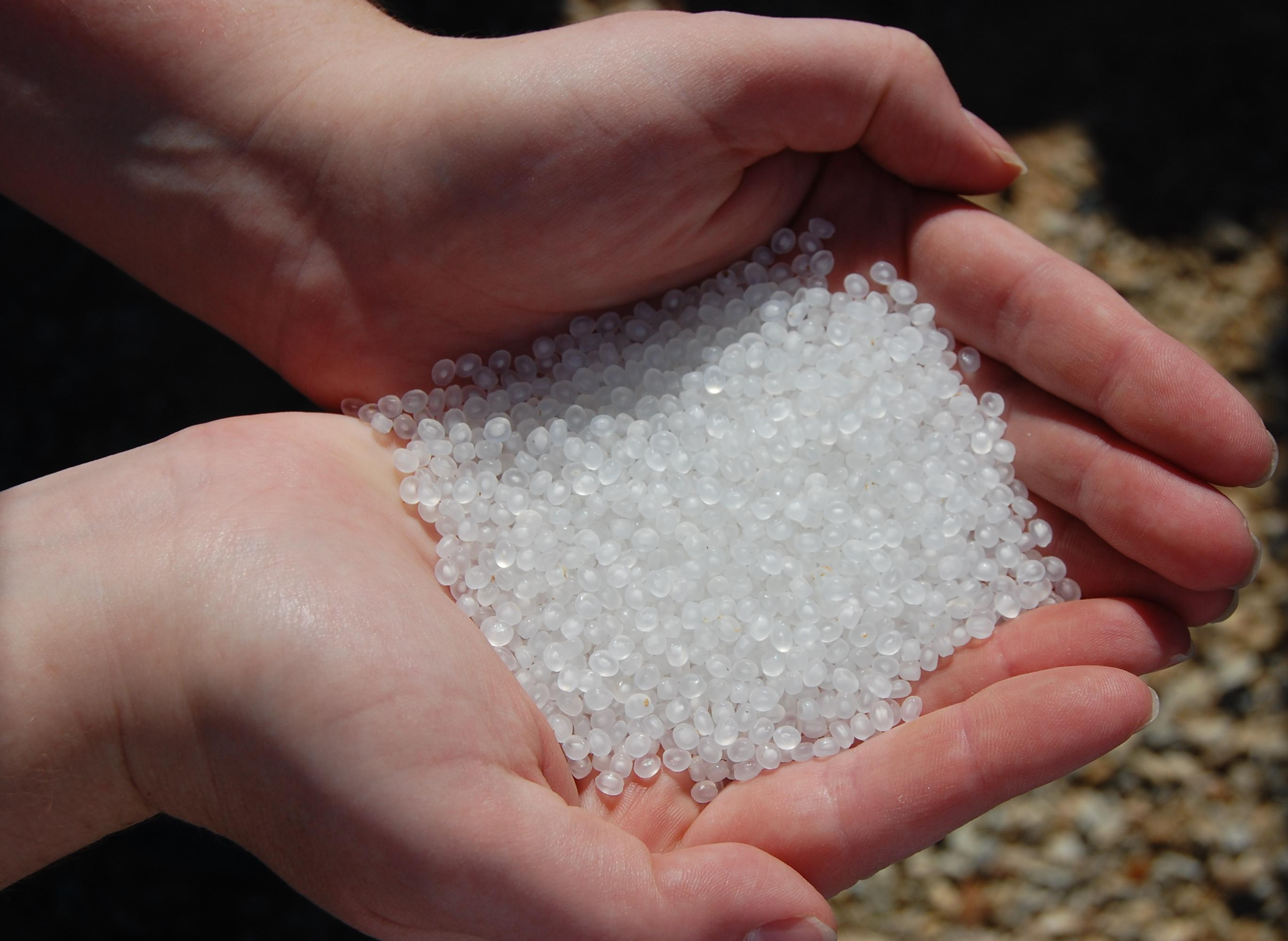
حُبيبات بلاستيكية

التَحْبِيب (Pelletisation) هي عملية انضغاط أو قَولبة مادة إلى شكل الحُبيبات. تُجرى هذه العملية على مجموعةٍ كبيرة من المواد المُختلفة مثل المواد الكيميائية وخام الحديد والأعلاف المركبة للحيوانات وغيرها.

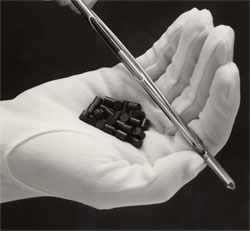
حبيبات ثاني أكسيد اليورانيوم لتشغيل مفاعل نووي.